# Pediasia bolivarellus
Pediasia bolivarellus é uma espécie de insetos lepidópteros, mais especificamente de traças, pertencente à família Crambidae.
A autoridade científica da espécie é A. Schmidt, tendo sido descrita no ano de 1930.
Trata-se de uma espécie presente no território português.